# Algarabel
Algarabel es un despoblado español del municipio de Coscurita, perteneciente a la provincia de Soria, en la comunidad autónoma de Castilla y León.

## Historia
Hacia mediados del siglo XIX, el lugar, por entonces perteneciente al ayuntamiento de Villalba, estaba ya despoblado. Aparece descrito en el primer volumen del Diccionario geográfico-estadístico-histórico de España y sus posesiones de Ultramar de Pascual Madoz con las siguientes palabras:

ALGARABEL: desp. en la prov. de Sória, part. jud. de Almazan, térm. de Villalba (V.).
(Madoz, 1845, p. 550)